# Zářecká Lhota
Zářecká Lhota (en allemand : Sarschetz Lhota) est une commune du district d'Ústí nad Orlicí, dans la région de Pardubice, en Tchéquie. Sa population s'élevait à 208 habitants en 2024.

## Géographie
Zářecká Lhota se trouve à 2 km à l'est-sud-est du centre de Choceň, à 12 km à l'ouest-nord-ouest d'Ústí nad Orlicí, à 34 km à l'est-sud-est de Pardubice et à 130 km à l'est de Prague.
La commune est limitée par Mostek au nord, par Brandýs nad Orlicí au nord-est, par Oucmanice à l'est, par Svatý Jiří et Kosořín au sud, et par Choceň à l'ouest.

## Histoire
La première mention écrite du village date de 1417.

## Transports
Par la route, Zářecká Lhota trouve à 10 km de Vysoké Mýto, à 14 km d'Ústí nad Orlicí, à 42 km de Pardubice et à 156 km de Prague. 